# 比嘉梨乃
比嘉 梨乃（ひが りの　1992年5月11日 - ）は、日本の女優、タレント、元アイドル。旧芸名、ヒガリノ。沖縄県沖縄市出身。ソニー・ミュージックアーティスツを経て、REVIVE所属。夫はお笑いコンビデニスの植野行雄。

## 人物
- 小さい頃から芸能界に憧れ、オーディションを受けていた。
- 沖縄の美少女図鑑のモデルをきっかけに、2009年からウィルコム沖縄のイメージガールとして、変顔をするという衝撃的な内容のCMに出演し、注目を集める。
- 趣味は、てびちの骨取りとエイサー（女踊り）。
- 特技には、長い間まばたきしないことと、絡まった糸を解くことを挙げている。
- mixiの公認タレントとして日記を公開していた。
- キャッチフレーズは「永遠の2番手」。
- ヒガリノの愛称は以前、沖縄美少女図鑑で人気だったキンマリに続けと、なんとなく似ているということで沖縄美少女図鑑の編集長が名付けた。
- ヒガリノの表記の後によく使用されているピースマークは絵文字ではなく、デザイナーが作ったオリジナルのピースマークである。
- デビュー当初から2014年9月までは本名を片仮名にした「ヒガリノ」を芸名としていたが、2014年9月公開の映画「ぼんとリンちゃん」への出演以後、芸名を本名と同じ漢字の「比嘉梨乃」として活動することになった[5]
- 2025年7月2日、お笑いコンビ「デニス」の植野行雄と結婚したことを自身のSNSで報告した[2][7]。

## エピソード
- 以前から芸能界に憧れ沖縄でオーディションを受けるが、いつも最終審査で落選し夢をあきらめていた。そんな2008年に沖縄で行われた沖縄全島エイサーまつりで踊っていたところ、たまたまエイサーの写真集を作ろうと、祭りに来ていた沖縄美少女図鑑の編集長に見つけられる。その後、最後の思い出を作ろうと沖縄美少女図鑑モデルに応募し、編集長と再会、すぐに沖縄美少女図鑑モデルとして採用が決まる。このとき、いつも最終オーディションで落ちていたことや、肝心なときにポカをしてしまうこと、何をしても一番になれないというキャラクターにキャッチコピーを「永遠の2番手」と命名される。この「永遠の2番手」には、沖縄美少女図鑑編集長が「ヒガリノに一番になって欲しい」という願いを込めたと言われている。
- 2010年6月から放送されているCMでオリジナルソング「コミュニケーションワールド」を歌っている。同年9月にこの曲でCDデビュー。

## 出演

### 映画
- 天国からのエール（2011年10月1日公開） - ミキ 役
- セーラー服黙示録（2011年公開）
- ライフ・イズ・デッド（2012年2月11日公開）
- ひまわり〜沖縄は忘れない あの日の空を〜（2013年1月26日公開）
- ぼんとリンちゃん（2014年9月20日公開） - 斉藤みゆ 役
- 空と海のあいだ（2014年宮崎限定公開 / 2017年5月6日全国公開）
- ヒロイン失格（2015年9月19日公開）
- ドロメ 男子編・女子編（2016年3月26日）
- 女ヒエラルキー底辺少女 (2016年5月28日公開)
- トシエ・ザ・ニヒリスト(2021年7月21日公開) - トシエ 役
- 風が通り抜ける道（2024年1月12日公開）-  大城光 役

### 短編映画
- Trick or Treat（チャンネルNECO、2013年4月7日） - 主演・笠木承子 役（フォンチー、黒田有彩とトリプル主演）
- 嘆き（2015年公開）

### テレビドラマ
- 琉球歴史ドラマ 尚巴志（2017年3月15日−3月29日） - 真鶴、真鍋金 役
- 警視庁・捜査一課長（テレビ朝日）
  - season3 最終話（2018年6月14日）- ホステス 役
  - season6 第1話（2022年4月14日）- 新野美春 役
- 魔法×戦士 マジマジョピュアーズ! 第19話（2018年8月5日、テレビ東京） - 寿ユイ 役
- 真犯人フラグ 第14話（2022年1月30日、日本テレビ）
- 琉球歴史ドラマ 阿麻和利（2024年2月7日 - 2月21日、琉球放送） - 百十踏揚

### テレビ番組
- テストの花道（2010年3月29日 - 2011年3月21日、NHK教育） - ベンブ部員
- シューイチ（2011年4月3日 - 2012年3月25日、日本テレビ） - シューイチガールズ
- LIVE DAM PRESENTS LIVEN UP（2010年7月8日 - 2012年、MUSIC ON! TV）
- NHK高校講座（Eテレ）
  - 特集 ベーシック英語（2011年8月12日）
  - チョー基礎から始めよう!ベーシック英語（2012年度（2015年度までループ放送））
- ビットワールド 「ピンキーマカロン Emerald Destiny」（2012年年度、Eテレ） - うらら 役
- 映画ちゃん（2012年4月6日  - 2013年4月5日 、チャンネルNECO ）

### ラジオ
- GEKIDAN SAMBA CARNIVAL（2012年4月7日 - 9月29日) FM-FUJI - レギュラー・アシスタント

### 舞台
- エアースタジオサヨナラ公演「飯田家の最期」（2011年12月1日 - 12月4日、Air studio）
- 劇団空感エンジン「Juliet ジュリエット」（2012年10月3日-8日、アクアスタジオ）

### PV
- Ao 「蒼天」（2012年）
- トーニャハーディング 「spa wars」（2014年）

### CM
- ウィルコム沖縄4代目イメージガール（2009年 -2011年春）
- オンラインゲーム「ラテール」（2010年9月） - 放送はテレビ朝日系列で3回のみ。
- ベネッセコーポレーション「進研ゼミ高校講座」 2011走れ受験生「ライブ講義」篇（2011年11月17日 -）

## 出版

### 写真集
- ヒガリノ完全非売品（2010年5月2日） - ウィルコム沖縄契約者への販促品として発行

### 雑誌
- 沖縄美少女図鑑
- フリーペーパー「Mogmog」ヒガリノのあふぁ〜伝説連載
- B.L.T.（2010年6月号）
- CM NOW Vol.145（2010年7／8月号）
- UTB Vol.198（2010年8月号）
- BOMB（2010年8月号）
- De☆View（2010年10月号）
- 週刊ヤングマガジン（2010年 No.49）
- 週刊アスキー（2011年9月13日号）
- BOMB（2011年11月号）
- BOMB（2012年3月号）
- EX大衆（2012年3月号）
- 週刊ヤングジャンプ（2012年 No.15）
- フォトテクニックデジタル （2012年4月号）
- CM NOW Vol.156（2012年5／6月号）
- BOMB（2012年5月号）

## CD
- コミュニケーションワールド（2010年7月21日） - ウィルコム沖縄販促用非売品、限定1000枚
  - 作詞：サカノウエヨースケ、作曲：ルートサム（関西のバンド）
- コミュニケーションワールド/super drive（2010年9月15日、FUN MUSIC、FUN-105）

## DVD
- 呼びタメ ヒガリノ×入矢麻衣（2012年4月6日）